# Paul Van Hoeydonck
Paul Van Hoeydonck (Antuérpia, 8 de outubro de 1925 – Wijnegem, 3 de maio de 2025) foi um pintor e escultor belga. Foi conhecido por ser o único artista que possui uma de suas obras na Lua. Esta obra, que é a sua criação mais famosa, se chama "Astronauta Caído", e foi deixado no solo lunar em 1 de agosto de 1971 pelos astronautas da missão Apollo 15, em memória das vítimas da Corrida Espacial.

## Biografia
Nasceu em 8 de outubro de 1925, tendo cursado História da Arte e Arqueologia em sua cidade natal e em Bruxelas, concluindo o curso em 1951. Em 1952 teve sua primeira exposição, na Galeria Buyle, na mesma cidade.

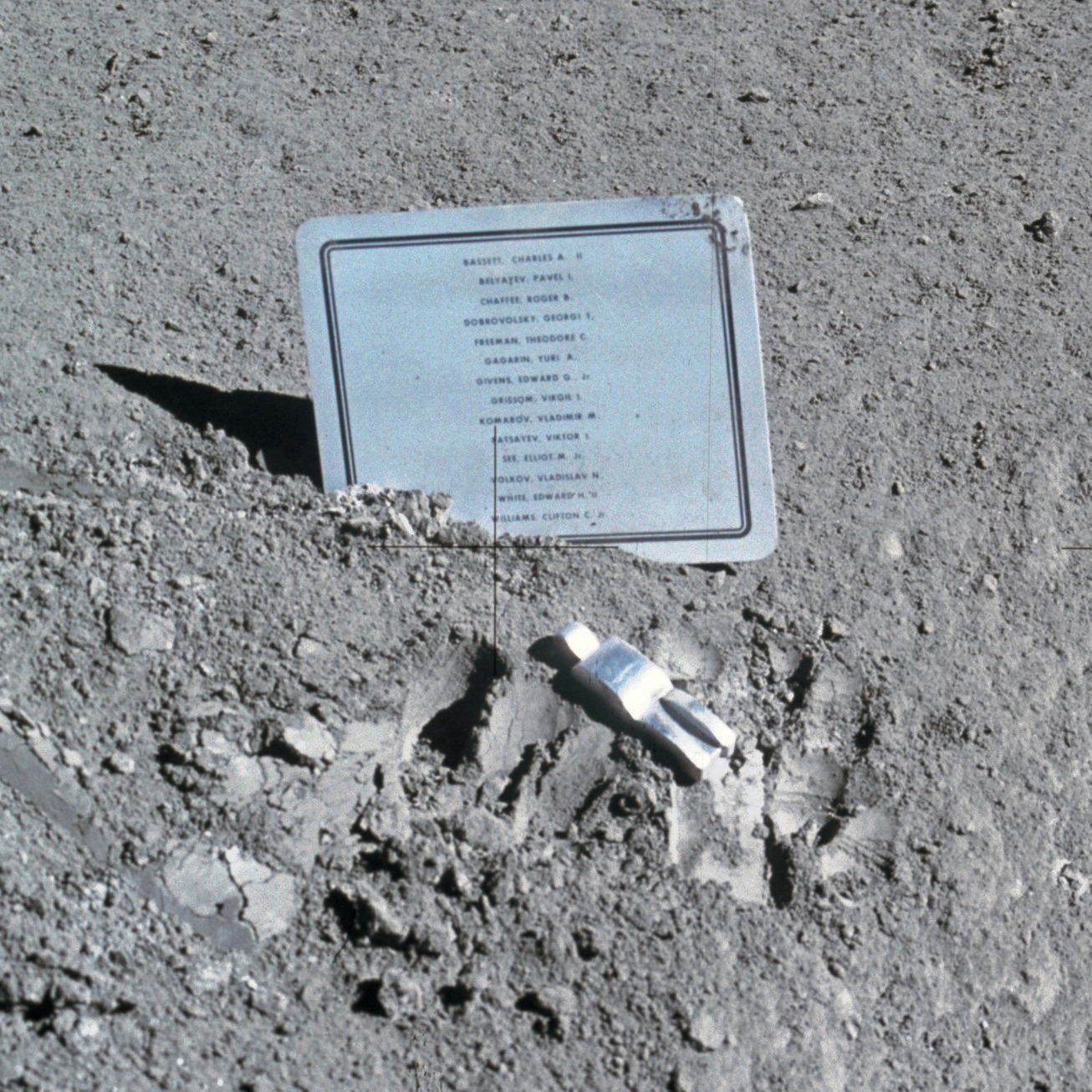
"O astronauta caído " de Paul Van Hoeydonck na lua.

### O astronauta caído
Van Hoeydonck teve seus primeiros contatos com a NASA em 1968. Em 1970 começou a criar, para esta agência espacial, uma escultura de alumínio de 8,5 cm de altura, chamada "O astronauta caído" (Fallen Astronaut, em inglês), junto com uma placa do mesmo material. Esta foi levada à Lua pela missão estadunidense Apollo 15, e foi deixada na região de Mons Hadley por David Scott. A placa possui os nomes de oito astronautas e seis cosmonautas mortos na Corrida Espacial.
Van Hoeydonck criou a obra como um tributo aos desejos de expansão da humanidade no espaço exterior. Isto contrasta com a visão de Scott, que via a obra como um memorial. Posteriormente, o artista criaria mais réplicas da obra original, uma das quais está em poder do Instituto Smithsoniano; mais tarde, o artista criaria cópias para comercialização.

### Morte
Paul Van Hoeydonck morreu em Wijnegem em 3 de maio de 2025, aos 99 anos.

## Exposições
- 2013-2014: Paul van Hoeydonck - Histoire Naturelle, na Faculdade Universitária de Ciências Agronômicas de Gembloux da Universidade de Lieja.

## Distinções
- 2012: título de Doutor honoris causa pela Universidade de Lieja.